# Gens Mecília
|  | No s'ha de confondre amb Gens Metília. |

La gens Mecília (en llatí Maecilia gens) va ser una gens romana d'origen plebeu.
Només dos membres d'aquesta gens es mencionen durant la república. Sota August apareix un Marc Mecili Tul·le amb el càrrec de triumvir a diverses monedes. El personatge més destacat va ser Marc Mecili Avit, emperador l'any 456.